# Jakub Wojciechowski
Jakub Wojciechowski (ur. 3 lipca 1884 w Nowcu k. Dolska w powiecie śremskim, zm. 17 czerwca 1958 w Barcinie) – polski robotnik i literat amator.

## Życiorys
Był synem Macieja, robotnika rolnego i Agnieszki z d. Michalak. Dzieciństwo od roku 1891 spędził w Tworzymirkach. W wieku 15 lat wyjechał do Niemiec jako gastarbeiter. Pracował w cegielni, kopalniach, jakiś czas wędrował po kraju z objazdową karuzelą. W latach 1906–1908 odbył służbę wojskową. W 1909 ożenił się z Marianną Kozioł, z którą miał dwoje dzieci, zmarłych w dzieciństwie. Po wybuchu I wojny światowej został powołany do armii niemieckiej. Na froncie belgijskim został ranny, po krótkim pobycie w szpitalu rozpoczął pracę w kopalni w Gelsenkirchen, gdzie przebywał do końca działań wojennych. Potem pracował w Magdeburgu jako motorniczy tramwajowy. Po wojnie został wybrany na prezesa organizacji polskich robotników – Towarzystwa św. Jana. Powrócił do Polski w roku 1924. 
W 1922, jeszcze z Niemiec, nadesłał swój pamiętnik na konkurs na życiorys robotnika, rozpisany przez Polski Instytut Socjologiczny w Poznaniu. Za pracę tę uzyskał I nagrodę. Jego dzieło ukazało się w roku 1930 pod tytułem Życiorys własny robotnika i wzbudziło podziw krytyków literackich m.in. Tadeusza Boya-Żeleńskiego, który nazwał go klasykiem polskim w bluzie robotniczej. W 1933 wydał jeszcze zbiór opowiadań Raz kiedyś a obecnie z przedmową Boya. W 1957 spisał drugą część swoich wspomnień, dotyczącą życia w wolnej Polsce, okresu II wojny światowej oraz PRL, które ukazały się pośmiertnie, pt. Ciąg dalszy mego życiorysu już w kraju. 

## Adaptacje
W 1992 trafił na ekrany film Kawalerskie życie na obczyźnie, który zrealizował Andrzej Barański w oparciu o niektóre wątki z Życiorysu własnego robotnika Wojciechowskiego. W roli głównej wystąpił Marek Bukowski.

## Literatura
- Jakub Wojciechowski: Życiorys własny robotnika, Wydawnictwo Poznańskie, Poznań 1971, ISBN 83-205-3624-3.
- Tadeusz Boy-Żeleński: Pisma t. XVII, Państwowy Instytut Wydawniczy, Warszawa 1959, str. 357–366 i 369–380.
- Tadeusz Boy-Żeleński: Pisma t. XVIII, Państwowy Instytut Wydawniczy, Warszawa 1959, str. 67–77.

## Odznaczenia
- Złoty Wawrzyn Akademicki (5 listopada 1935)[2].